# Otterøya (Trøndelag)
Otterøya est une île habitée de la commune de Namsos , en mer de Norvège dans le comté de Trøndelag en Norvège.

## Description

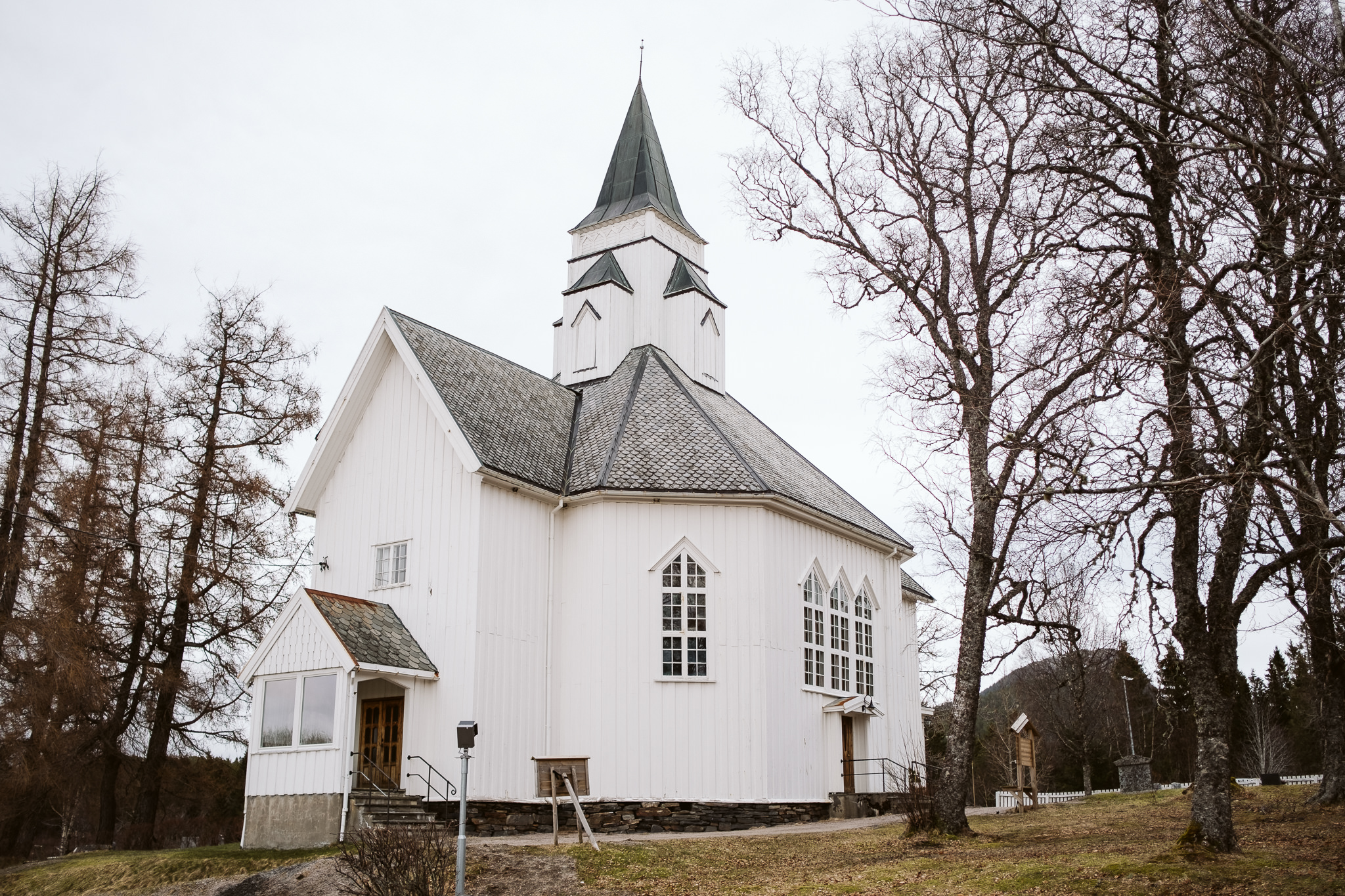
Eglise d'Otterøy

L'île de 143 km2 est la plus grande île de la partie nord du comté de Trøndelag. Otterøya se trouve juste au nord-ouest de la ville de Namsos, du côté nord du Namsenfjorden (en). Elle est reliée au continent par le pont de Lokkaren. 
L'île était autrefois gouvernée par les municipalités d'Otterøy (en) et de Fosnes, et est devenue une partie de la municipalité de Namsos en 1964. L'église d'Otterøy est située sur l'île.
Au nord-est se trouvent les îles d'Elvalandet et Jøa et au sud la petite île d'Hoddøya.